# Valter Szymik
Valter Szymik (* 10. února 1943) byl český a československý politik Komunistické strany Československa a poslanec Sněmovny lidu Federálního shromáždění za normalizace.

## Biografie
K roku 1971 se profesně uvádí jako elektromechanik. Ve volbách roku 1971 zasedl do Sněmovny lidu (volební obvod č. 120 - Havířov, Severomoravský kraj). Ve FS setrval do konce funkčního období, tedy do voleb roku 1981.